# Strophe
Eine Strophe (von altgriechisch στροφή strophē, deutsch ‚Wendung‘; insbesondere: ‚Tanzwendung des Chors, während des Tanzes gesungener Gesang‘) ist ein Abschnitt eines lyrischen Textes.

## Geschichte
Ursprünglich (im griechischen Drama) bezeichnete Strophe den Wechsel der Bewegungsrichtung während eines Rundtanzes und den dabei vorgetragenen Gesang. Im griechischen Drama dann ein Teil des Chorgesangs, der von einer metrisch gleichen Antistrophe gefolgt wird und schließlich der Epode. Die gleiche Dreiteilung findet sich bei der pindarischen Ode.
In der mittelhochdeutschen Dichtung verwendete man für den Begriff Strophe den Ausdruck daz liet. Bei den Meistersingern waren die Bezeichnungen Stück, Gebände, Gesätz oder Vers üblich (Vers bis heute auch im Kirchenlied). Erst im 17. Jahrhundert führte Martin Opitz den Begriff Strophe in die deutsche Kunstlehre ein.
Heute bezeichnet man als Strophe oder besser als Strophenform oder auch Strophenmaß ein metrisches Schema, das die metrischen Gemeinsamkeiten eines bestimmten Strophentypus beschreibt. Diese auch als Responsion bezeichneten Gemeinsamkeiten machen sich dabei an Merkmalen der Strophe insgesamt wie auch der konstituierenden Verse fest. Beispielsweise:
- Verszahl (Beispiel: Vierzeiler)
- Verslänge (Beispiel: achtsilbige Verse)
- Versmaß (Beispiel: Hexameter)
- Reimschema (Beispiel: Paarreim)

Merkmale müssen dabei nicht für alle Verse gleich sein. Die Strophenform kann auch durch regelmäßige Wechsel sowie bestimmte Kombinationen verschiedener Merkmale beschrieben werden, zum Beispiel das Distichon als Zweizeiler, dessen erster Vers ein Hexameter und dessen zweiter ein Pentameter ist.
Die abstrakte Beschreibung der Strophenform – meist mit Hilfe einer Form metrischer Notation – wird auch als Strophenschema bezeichnet.
Insbesondere in der antiken Verslehre und im griechischen Drama wird ein rhythmisch vielgestaltiger, zwischen strophisch gegliederte Abschnitte eingeschobener Teil als Astrophon („Nicht-Strophe“; Plural Astropha) bezeichnet.
Von Strophenform spricht man auch, um die Gliederung eines Gedichtes in (gleich lange) Strophen zu bezeichnen.
Wenn keine gemeinsamen Merkmale vorliegen und es sich lediglich um die – zum Beispiel sich am Inhalt orientierende – Gliederung eines Gedichtes in Abschnitte unterschiedlicher Länge handelt, so spricht man besser von Abschnitten eines solchen Gedichtes als von Strophen.
Schließlich spricht man auch bei den im Vogelgesang nachweisbaren Gliederungseinheiten von Strophen bzw. bei den arttypischen Formen solcher Gesangsabschnitte von Strophenform, so etwa bei der Blaumeise.